# 윤인태
윤인태(1957년 ~ )는 부산고등법원장을 역임한 법조인이다.

## 생애
1957년 울산광역시에서 태어나 경남고등학교와 서울대학교 법과대학을 졸업하고 제22회 사법시험 합격해 사법연수원 12기를 수료했다. 1985년 부산지방법원 판사에 임용된 이후 부산지방법원 동부지원, 부산고등법원 판사를 거쳐 마산지방법원 거창지원장 직무대리와 대법원 재판연구관을 지내다가 부장판사로 승진하여 창원지방법원, 부산지방법원, 울산지방법원, 부산고등법원에서 재판장을 했다. 2006년 8월에 부산지방법원 동부지원장에 임명되었으며 2009년 2월에 부산고등법원 수석부장판사로 지내다가 2011년 2월에 임명된 창원지방법원장에 재직하면서 제37대 경상남도 선거관리위원회 위원장을 2년동안 겸직했다. 2015년 2월에 제21대 부산고등법원장에 임명되어 2년동안 재직하다가 퇴직하여 법무법인 해인 대표 변호사로 활동하고 있다.
울산지방법원 제10민사부 재판장을 하던  윤인태 부장판사)는 2004년 4월 선고공판에서  "천성산에 희귀동식물이 서식하고, 중-고층 습지가 있고, 상수원 보호 필요성이 있고, 환경영향평가의 하자가 있다하더라도 도롱뇽에게 사법상의 권리가 생긴다고 할 수 없다"고 하면서 도롱뇽을 소송의 당사자로 인정하지 않았다.
부산지법 형사3부 재판장으로 재직하던 2002년 7월 16일 아파트 사업주에게서 거액의 뇌물을 받고 다대지구를 택지로 전환하도록 부산시 등에 압력을 행사한 혐의로 구속 기소된 김운환씨(56·전 민주당 국회의원)에 대해 "김씨가 아파트 사업주인 옛 동방주택 대표 이영복에게서 5억원의 뇌물을 받은 사실은 인정되지만 이를 뇌물로 보지 않는다"며 무죄를 선고했다.
울산지방법원 행정부에서 재판장으로 재직하던 2004년 1월 14일 울산경제정의실천시민연합이 울산시를 상대로 낸 ‘태화들 용도변경 회의록에 관한 정보공개 거부 취소소송’에서 “정보공개 거부 처분을 취소하라”는 원고승소 판결을 내렸다
부산고등법원 제5민사부 재판장으로 재직하던 2004년 5월 18일에 거창 양민학살사건 희생자와 유족 등이 국가를 상대로 제기한 손해배상 청구소송 항소심 선고공판에서 "거창사건은 1951년 2월 발생해 같은 해 12월 학살 책임자에 대한 판결이 선고된 만큼 판결 선고일로부터 3년, 사건 발생일로부터 5년인 손해배상 소멸시효가 지나 국가가 배상금을 지급할 의무가 없다"고 하면서 "국가는 위자료를 지급할 의무가 있다"고 했던 원심을 파기하는 원고패소 판결을 하면서 :국가가 진상규명과 명예회복, 손해배상 등 보호조처를 소흘히 하는 등의 불법행위를 저질렀다"는 유족 측의 주장에 대해 "국가나 공무원이 마땅히 해야 할 일을 하지 않았다고 해서 이에 대해 손해배상을 청구하는 것은 불가능하다"고 했다.
부산고등법원 행정1부 재판장으로 재직하던 2010년 8월 27일 롯데쇼핑이 김해시장을 상대로 제기한 '취득세 등 부과처분취소' 소송의 항소심에서  "롯데아울렛 김해점의 경우 유통사업을 영위하려는 자가 유통사업용 부동산을 취득한 경우에 해당하고, 판매 정보관리시스템을 구축하고 통합적으로 관리하는 쇼핑센터로 임대 부분도 유통사업 용도로 사용한 것으로 인정된다"라며 "일정 매출액을 지불하는 방식의 임대라 해서 유통사업 용도로 사용하지 않았다고 볼 이유가 없어 취득세 등의 부과 처분은 위법하다"며 "1심 판결을 취소하고, 취득세와 농어촌특별세 14억 원의 부과 처분을 취소한다"고 했다.
창원지방법원장으로 재직하던 때에 석궁 사건 재판 합의 과정을 공개한 이정렬 부장판사에 대해 대법원에 징계를 청구했다.